# Shearwater (groupe)
Pour les articles homonymes, voir Shearwater.
Shearwater est un groupe de rock indépendant américain, originaire d'Austin, au Texas. Il est formé en 1999 par le multi-instrumentiste et chanteur Jonathan Meiburg. Le style musical du groupe est notable pour son imagerie basée ses chansons mélodiques et la voix de Meiburg,.

## Biographie

### Débuts
Le groupe se forme en 1999 à la suite de la collaboration entre Jonathan Meiburg et Will Sheff, deux membres du groupe Okkervil River. Le nom de shearwater, en anglais, signifie en français puffin, un oiseau marin. Il aurait été choisi par Meiburg, diplômé en ornithologie.
La bassiste Kim Burke et le batteur Thor Harris viennent compléter la bande. En 2001 et 2002, le groupe enchaîne deux albums - The Dissolving Room et Everybody Makes Mistakes - qui sont souvent comparés à ceux de Will Oldham. Puis, la bande est renforcée par l’arrivée de Howard Draper, un multi instrumentiste, apportant une nouvelle sonorité au groupe. Ce dernier enregistre un nouvel album en 2004, Winged Life, puis l'EP Thieves (2005). En 2005, Will Sheff quitte le groupe pour se consacrer à ses projets.

### Matador Records
En mai 2006, Shearwater publie Palo Santo, un quatrième album, bien accueilli par la critique et les fans,. Le morceau Red Sea, Black Sea devient la chanson du jour sur NPR. Stephen Thompson de NPR nomme alors Palo Santo meilleur album de l'année 2006. Le 10 avril 2007, Shearwater, désormais au label Matador Records, réédite une version double-disque de l'album Palo Santo accompagné de bonus et de morceaux réenregistrés. Matador Records publie l'album Rook le 3 juin 2008. Pendant la tournée qui suit, Shearwater ouvre pour Clinic, puis pour Coldplay. À cette période, ils recrutent : Jordan Geiger de Hospital Ships et Minus Story (aux synthétiseurs et aux percussions) et Kevin Schneider de Black Before Red (claviers, basse, et guitare) pour remplacer Howard Draper.
Le 23 février 2010, ils publient leur sixième album, The Golden Archipelago que le groupe produit avec John Congleton. Le groupe tourne intensément en soutien à l'album en 2010, à l'international au printemps (avec Wye Oak et Hospital Ships en ouverture) et aux États-Unis à la fin de l'année (avec en guest spécial Damien Jurado). The Golden Archipelago conclut la trilogie Island Arc, un projet qui comprend Palo Santo et Rook. Le 6 novembre 2010, le groupe publie l'album instrumental Shearwater is Enron sur Bandcamp. L'album est enregistré au printemps 2010 et comprend des morceaux live enregistrés sous le pseudonyme Enron. Il présente quelques textures qui ne sont traditionnellement pas attachés au groupe comme la batterie électrique. Les membres de Wye Oak et Hospital Ships les ont assistés.

### Sub Pop Records
En février 2012, un nouvel album intitulé Animal Joy est publié. Il est leur premier au label Sub Pop Records,. L'album signale un nouveau chapitre après la conclusion de la trilogie Island. Après la sortie de l'album, le groupe ouvre en tournée nord-américaine pour Sharon Van Etten. En 2013, Fellow Travelers est publié chez Sub Pop, et comprend de reprises de morceaux de groupes avec lesquels Shearwater a joué. Chaque groupe repris sur l'album a été invité à jouer sur l'album, à condition qu'ils ne jouent pas leurs propres morceaux.
Le dernier album du groupe, Jet Plane and Oxbow, est publié le 22 janvier 2016,. Y sont inclus le producteur Danny Reisch, le compositeur Brian Reitzell, Jenn Wasner de Wye Oak, le batteur Cully Symington, Howard Draper, et les membres réguliers Jesca Hoop, Lucas Oswald, et Abram Shook,.

## Discographie

### Albums studio
- 2001 : The Dissolving Room (Grey Flat)
- 2002 : Everybody Makes Mistakes (Misra)
- 2004 : Winged Life (Misra)
- 2006 : Palo Santo (Matador)
- 2008 : Rook (Matador)
- 2010 : The Golden Archipelago (Matador)
- 2010 : Shearwater Is Enron (auto-produit)
- 2012 : Animal Joy (Sub-Pop Records)
- 2013 : Fellow Travelers (Sub-Pop Records) (album de reprises)
- 2016 : Jet Plane and Oxbow (Sub-Pop Records)

### Singles et EP
- 2004 : Sham Wedding / Hoax Funeral
- 2005 :  Thieves(EP)
- 2008 :  The Snow Leopard